# Karl Bakonyi von Sziget-Szentmiklós
Karl Bakonyi von Sziget-Szentmiklós, avstrijski general, * ?, † 13. oktober 1909.

## Življenjepis
Upokojen je bil 1. novembra 1896, pri čemer je bil povišan v častnega podmaršala.

## Pregled vojaške kariere
Napredovanja
- generalmajor: 1. maj 1894
- podmaršal: 1. november 1896